# Mont Saint-Jean (Dudelange)
Pour les articles homonymes, voir Mont-Saint-Jean.

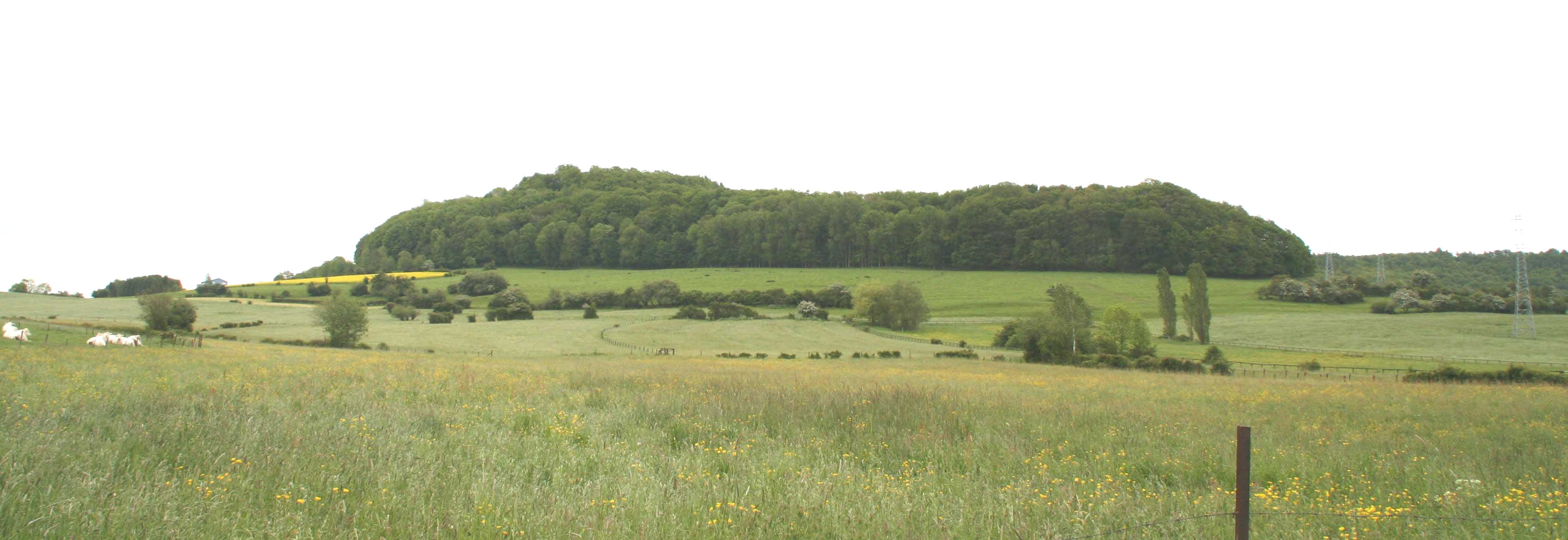
Le Mont Saint-Jean

Le Mont Saint-Jean (en luxembourgeois : Gehaansbierg, de Johannisberg) est une colline, un château et un site religieux situé sur le territoire de la commune de Dudelange (Luxembourg) où, chaque année, une procession se déroule à la Saint-Jean en l’honneur des coutumes ancestrales, dernier souvenir d’un passé révolu[réf. nécessaire].
Le Chemin de la Croix, constitué de sept édicules, fut érigé par un frère ermite au XVIIIe siècle et représentait le thème des sept chutes. À la suite de sa destruction survenue en 1794, le curé Wolf modifia dix ans après le parcours d’origine en l'étendant à quatorze stations.
En 1892, les sept stations actuelles furent érigées.

## Au cinéma
Le film L'Ombre du vampire (2000) de E. Elias Merhige a été tourné en partie sur le site.